# Outersdorp
Outersdorp, ook wel Houtersdorp of Ottersdorp, was een buurtschap langs de Sint Anthonisdijk, de zeedijk aan het IJ die van de Amstelmonding naar Muiden liep, en lag ongeveer op de huidige plek van het Flevopark.
De buurtschap werd al in een acte van Graaf Willem III in 1328 genoemd. Tot 1896 hoorde de buurtschap bij de gemeente Diemen maar werd dat jaar door Amsterdam geannexeerd. Voor de bouw van de Indische Buurt verdween de buurtschap.
In 1578 kwam de buurtschap in het nieuws toen protestantse nieuwlichters, die niet in het toen nog rooms-katholieke Amsterdam mochten komen, aldaar een korte periode godsdienstige bijeenkomsten hielden.
Sinds 1631 werd de waterstand van de polder rond Outersdorp gereguleerd door de Oetewaler watermolen. In het Flevopark is nog een restant van de polderweg van Outersdorp aan te treffen. Ook ligt er nog de Joodse begraafplaats aan de Zeeburgerdijk.